# Pedro Fernández Portocarreiro

Brasão de Armas da Casa de Portocarrero

Pedro Fernández Portocarreiro (1380 – 3 de Fevereiro de 1439) foi V senhor de Moguer e IV Senhor de Villanueva del Fresno.

## Biografia
Viveu durante o reinado de D. João II de Castela e pertenceu ao concelho deste monarca.
foi V senhor de Moguer e IV Senhor de Villanueva del Fresno aproximadamente desde 1418, ano em que seu pai fez o seu testamento. Esteve ao serviço de D. Álvaro de Luna.
Foi nesta altura que a linhagem dos Portocarreiro entroncaram por casamento com a linhagem da família Villena. Assim os Portocarreiro, senhores de Moguer, vem ocupar um lugar de relevo dentro da hierarquia nobiliárquica da Espanha do século XV.
A explicação desta ascensão social e a inclusão nobiliárquica nos membros da primeira nobreza está relacionada com o matrimónio da irmã de Pedro Fernández Portocarreiro, Elvira Portocarreiro com o Conde Álvaro de Luna em 1420.
Este que precedia de uma família pouco poderosa de Castela, no entanto graças às suas faculdades pessoais e à sua influência directa sobre o rei João II obteve grande poder.
Este casamento não foi casual, pois os Portocarreiro eram originários de uma linhagem que não pertencia a nenhum dos lados nobiliárquicos da primeira nobreza então em conflito. Desta forma Álvaro de Luna evitava ter de escolher uma das facções em contenda.
O Conde Álvaro procurava com a sua política manter e acrescentar o poder real, fazia-o rodeando-se por membros da nobreza ligados à corte e através dos seus antepassados que eram fieis ao rei e o serviam com lealdade.
As crónicas históricas referem que em 1429 quando o rei D. João II de Castela foi declarado de maior idade o Cavaleiro Pedro Fernández Portocarreiro acompanhou D. Álvaro e as tropas contra os infantes de Aragão. Em todas as ocasiões Pedro Portocarreiro aparece como fiel colaborador de D. Álvaro a quem estava unido por laços de parentesco.
Em 1420 fez parte da escolta que acompanhou o rei D. João II na sua ida da Prisão de Talavera, onde se encontrava encarcerado por ordem do infante Henrique.

## Relações familiares
Foi filho de Martin Fernández Portocarreiro e de Leonor Cabeça de Vaca, filha do Mestre da Ordem de Santiago, Pedro Fernández Cabeça de Vaca.
Casou em 1423 com Beatriz Enríquez de Mendoza, filha do Almirante de Castela, Alonso Enriquez y Angulo de Córdoba, de quem teve:
1. Joana de Portocarreiro
2. Maria de Portocarreiro

A morte prematura de Pedro Fernández Portocarreiro e de sua esposa, com as suas filhas ainda menores levou a que o Senhorio de Moguer conhecesse uma alteração na linha sucessória. No seu testamento Pedro fez como tutores de suas filhas Micer Egidio Bocanegra, Senhor de Palma del Río (Córdova), que se encontrava casado com Francisca Portocarrero, irmã do Pedro, e Pedro Fernández de Velasco, primo de Pedro Portocarrero.
Corria o ano de 1432 por ordem do rei João II foi retirado aos dois a tutela de Joana e de Maria de Portocarreiro justificando que Micer Egídio tinha falecido e que Pedro Fernandes de Velasco se encontrava ocupado aos seus serviços.
No seu testamento feito em 1429, Pedro Portocarreiro estipulava que que a sua filha mais velha. Joana, herdaria o morgadio mais antigo e a Vila de Moguer, bem como os seus termos e vassalos, e que a sua segunda filha, Maria ficariam com o segundo morgadio, o da Villanueva del Fresno.